# Nanga Parbat
A Nanga Parbat 8126 m-es magasságával a kilencedik legmagasabb hegycsúcs a világon, a Himalájában, Pakisztán és Kasmír határán fekszik. A világ leggyorsabban növekvő hegye jelenleg, évente 7 mm-t növekedik.
Első megmászója Hermann Buhl, 1953. július 3-án egy német expedícióban (erről a megmászásról játékfilm is készült). A Seven years in Tibet (magyarul: Hét év Tibetben) című film szintén összefüggésben van ezzel a csúccsal, amely film Heinrich Harrer azonos című könyve alapján készült.
További megmászások:
- Toni Kinshofer, Sigi Löw, Anderl Mannhardt 1962. június 23.
- Günter Messner, Reinhold Messner 1970. június 27. (A megmászást követően Günter Messner lavinába került, és eltűnt.)
- Felix Kuen, Peter Scholz, 1970. június 28.
- Ivan Fiala, Michal Orolin, 1971. július 11. (A csehszlovák Magas-Tátrai  Himalája-expedíció keretében)

## Magyar nemzetiségű hegymászók eredményei
- 1999 – Erőss Zsolt (Diamir-oldal, Messner-útvonal variánsa, szólóban; csúcsengedély nélkül, ezért az eredmény nem hivatalos; a hegy első magyar megmászása, egyben Erőss Zsolt legkiemelkedőbb magashegyi teljesítménye); http://komarnicki.hu/page.php?26
- 2013 – Török Zsolt (Rupal-oldal, Schell-útvonal; magyar nemzetiségű, de román állampolgárságú hegymászó, román expedícióval; a hegy első román megmászása ezen az oldalon)[3]
- 2023 – Varga Csaba, pótlólagos oxigén és magashegyi teherhordók segítsége nélkül.[4]